# Uropodidae

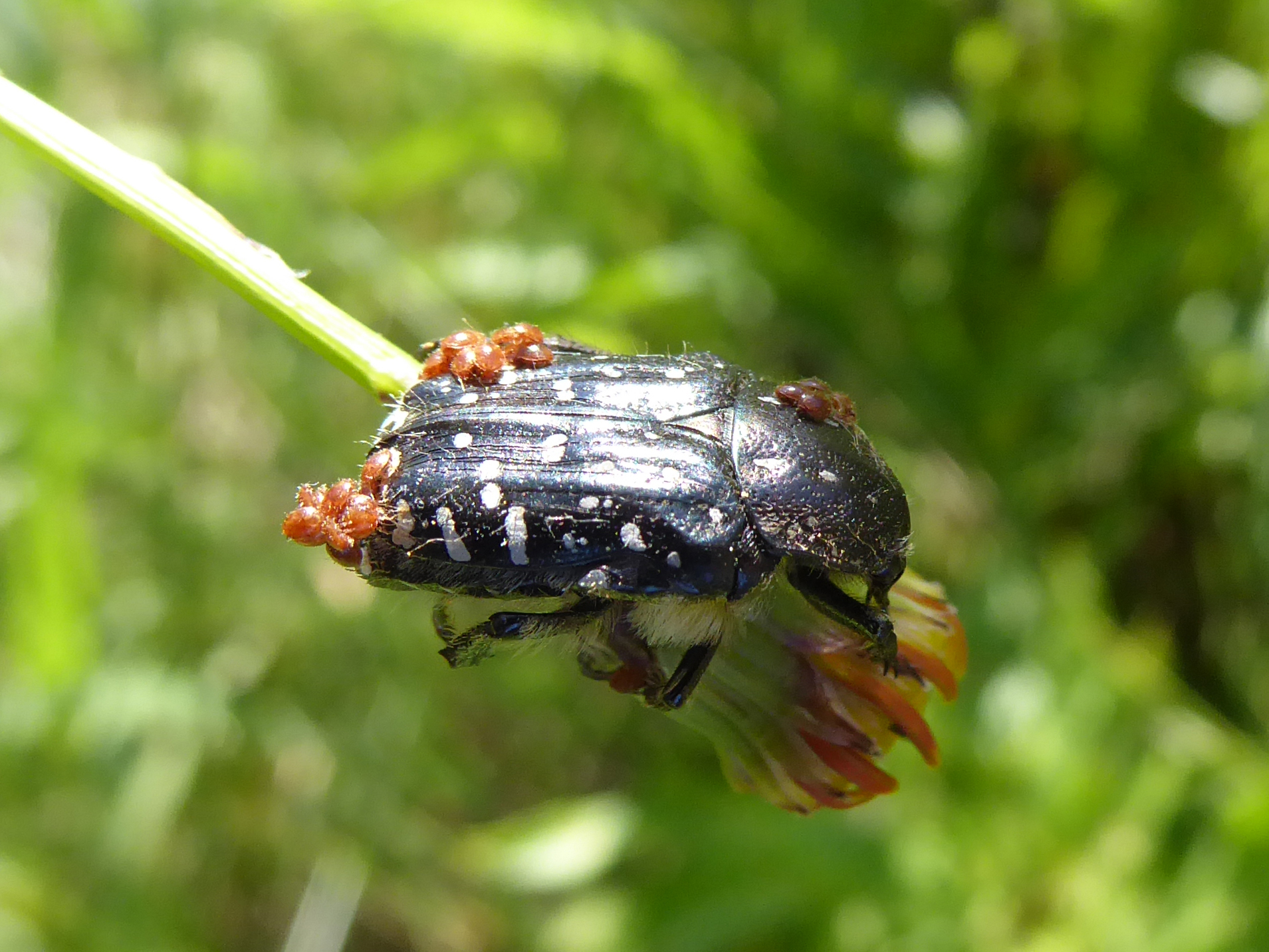
Uropoda orbicularis siendo transportados por el escarabajo Oxythyrea funesta

Uropodidae es una familia de ácaros perteneciente al orden Mesostigmata. Son especies foréticas, es decir que aprovechan a otros organismos para su transporte.

## Géneros
- Allocircocylliba J. F. Marais & G. C. Loots, 1981
- Antennequesoma Sellnick, 1926
- Baloghibrasiluropoda Hirschmann, 1973
- Baloghjkaszabia Hirschmann, 1973
- Brasiluropoda Hirschmann & Zirngiebl-Nicol, 1964
- Castrichovella J. Wisniewski & W. Hirschmann, 1990
- Castriidinychus Hirschmann, 1973
- Castrinenteria Hirschmann, 1979
- Centrouropoda Berlese, 1916
- Cilliba von Heyden, 1826)
- Congouropoda Hirschmann & Hiramatsu, 1977
- Coxequesoma Sellnick, 1926
- Cyclacarus Ewing, 1933
- Elegansovella W. Hirschmann, 1989
- Eucylliba Berlese, 1917
- Hildaehirschmannia Wisniewski, 1995
- Hutufeideria Hirschmann & Hiramatsu, 1977
- Jerzywisniewskia Hirschmann, 1979
- Kaszabjbaloghia Hirschmann, 1973
- Multidenturopoda J. Wisniewski & W. Hirschmann, 1991
- Nobuohiramatsuia W. Hirschmann, 1990
- Odonturopoda Marais, 1977
- Planodiscus Sellnick, 1926
- Pseudouropoda Oudemans, 1936
- Rotundabaloghia Hirschmann, 1975
- Tetrasejaspis Sellnick, 1941
- Trichocylliba Berlese, 1903
- Trichouropodella Hirschmann & Zirngiebl-Nicol, 1972
- Tuberdinychus Schweizer, 1961
- Ungulaturopoda W. Hirschmann, 1984
- Urocychellopsis Willman, 1953
- Urocyciella Berlese, 1913
- Uroplitana Sellnick, 1926
- Uropoda Latreille, 1806
- Wernerhirschmannia N. Hiramatsu, 1983